# Religioni in Armenia
La religione più diffusa in Armenia è il cristianesimo. Secondo i dati del censimento del 2011, i cristiani rappresentano il 94,8% della popolazione e la maggioranza di essi appartiene alla Chiesa apostolica armena, una delle chiese ortodosse orientali; l'1,2% della popolazione segue altre religioni, l'1,1% della popolazione non segue alcuna religione e il 2,9% della popolazione non specifica la propria affiliazione religiosa. Una stima del 2015 dell'Association of Religion Data Archives (ARDA) dà i cristiani al 95,7% circa della popolazione, coloro che seguono altre religioni allo 0,3% circa della popolazione e coloro che non seguono alcuna religione al 3,2% circa della popolazione, mentre lo 0,8% della popolazione non specifica la propria affiliazione religiosa.

## Religioni presenti

### Altre religioni
In Armenia sono presenti gruppi di seguaci dell’islam, del bahaismo, dell'ebraismo, dell'induismo, del buddhismo, dello zoroastrismo e dello yazidismo. È presente anche un piccolo gruppo di seguaci dell'Hetanesimo, una religione neopagana armena.